# Hovelange
Hovelange (en luxemburguès: Huewel; en alemany: Hovelingen) és una vila de la comuna de Beckerich, situada al districte de Diekirch del cantó de Redange. Està a uns 20 km de distància de la ciutat de Luxemburg.